# Platycheirus antipoda
Platycheirus antipoda är en tvåvingeart som först beskrevs av Hull 1949.  Platycheirus antipoda ingår i släktet fotblomflugor, och familjen blomflugor. Inga underarter finns listade i Catalogue of Life.